# Eldar Efendijev
Pour les articles homonymes, voir Efendiev.
Eldar Efendijev, né le 29 juin 1954 à Tallinn, est un homme politique estonien d'origine azérie. 
Député du Parti du centre élu en 2003 et réélu en 2007, il a été ministre de la Population et des Affaires ethniques en 2002-2003, premier membre russophone d'un gouvernement estonien. Il a par ailleurs été maire de la ville - majoritairement russophone - de Narva en 1999-2000, et conseiller municipal en 1996-1999 et 2001-2002.

## Sources
1. ↑  The Azerbaijan Cultural Centre of Estonia, Our compatriot Eldar Efendijev was elected as a member of the Estonian Parlament
2. ↑  (en) Fiche d'Eldar Efendijev sur le site du Parlement estonien